# Esuberanza
Esuberanza è un bootleg curato dal collettivo hip hop milanese Sano Business. Pubblicato nel 2004 da Vibrarecords, contiene 16 tracce su cui sono presenti artisti legati al collettivo Sano Business o alla scena hip hop milanese in generale.

## Tracce
1. Bassi Maestro feat. DJ Zeta, CDB - Lo Sporco Non Vuole Andare Via (testo: Bassi Maestro, Rido, Cush - musica: DJ Zeta)
2. Zampa feat. Bassi Maestro, Rido - C'è Una Guerra (testo: Zampa, Bassi Mastro, Rido - musica: Bassi Maestro)
3. Mondo Marcio feat. Bassi Maestro - Voglio Morire In Piedi (testo: Mondo Marcio, Bassi Maestro - musica: Mondo Marcio)
4. Bassi Maestro feat. Supa - Immortali (testo: Bassi Maestro, Supa - musica: Mace)
5. CDB - Vivo Duro testo: Rido, Cush - musica: Bassi Maestro)
6. Bassi Maestro - Era Scritto Così Remix (testo: Bassi Maestro - musica: Bassi Maestro)
7. Rido - Sogni (testo: Rido - musica: Bassi Maestro)
8. Bassi Maestro feat. Supa, DJ Zeta - Milano Piano 0 (testo: Bassi Maestro, Supa - musica: Bassi Maestro, DJ Zeta)
9. Bassi Maestro feat. Rido, DJ Double S - Situazione Situazione!!! (testo: Bassi Maestro, Rido - musica: Mr. Phil, DJ Double S)
10. Bassi Maestro feat. Kuno, Bat, Jack - La Bomba Remix 2003 (testo: Bassi Maestro, Kuno, Bat, Jack - musica: Bassi Maestro)
11. Bassi Maestro feat. DJ Shocca - Glory And Frustation Pt. 2 (testo: Bassi Maestro - musica: DJ Shocca)
12. CDB - Ninja Rap (testo: Rido, Cush - musica: Bassi Maestro)
13. Bassi Maestro - Deez (testo: Bassi Maestro - musica: Mr. Phil)
14. Bassi Maestro feat. Rido - Tu Non Mi Rispetti (testo: Bassi Maestro, Rido - musica: Bassi Maestro)
15. Bassi Maestro feat. DJ Zeta, Herman Medrano, FK, Rido - Affari Internazionali (testo: Bassi Maestro, Herman Medrano, Fk, Rido - musica: DJ Zeta)
16. Bassi Maestro feat. CDB - Tienilo Vivo (testo: Bassi Maestro, Rido, Cush - musica: DJ Zeta)